# NGC 1435
NGC 1435は、プレアデス星団内にある散光反射星雲で、4等星のおうし座23番星（メローペ）を取り巻いている。1859年10月19日にドイツの天文学者エルンスト・テンペルが10.5cm反射望遠鏡を用いて発見した。ジョン・ハーシェルは、これを彼の『星雲目録』に加えたが、自身では一度も観測していない。
NGC 1435の視等級は当初13だったが、すぐに約15分の1に暗くなり、星雲の大部分は16等級より暗くなった。星雲内にあるメローペから全体に照らされている。メローペの近くには、エドワード・エマーソン・バーナードが1890年11月に発見した幅約1'の明るいIC 349が含まれる。本来は非常に明るいが、メローペの輝きにほぼ隠されている。星雲全体に分布する細かい炭素の塵のせいで、写真で取ると青色に見える。プレアデス星団は、NGC 1435及び周辺の星雲から形成されたとかつて考えられていたが、現在は、プレアデス星団とこれらの星雲は、偶然近くにあるにすぎないことが分かっている。

## ギャラリー
- アマチュア望遠鏡で見た原色のNGC 1435
- メローペを取り巻くNGC 1435